# Den stora premiären (pjäs)
Den stora premiären är en teateruppsättning som spelades på Fredriksdalsteatern i Helsingborg under sommaren 2007. Pjäsen var en hyllning till bröderna Marx och skrevs av Åke Cato och Mikael Neumann. Den regisserades av Adde Malmberg. Pjäsen som traditionsenligt brukar sändas på trettondagen i SVT1 sändes på nyårsdagen år 2008 och blev en stor succé. Man ville först inte släppa några föreställningar från Fredriksdal på DVD, men sommaren 2010 kom den ut på DVD tillsammans med några andra föreställningar.I huvudrollerna, som motsvarade de tre bröderna Marx, sågs Eva Rydberg (Harpo), Kim Sulocki (Chico) och Ola Forssmed (Groucho). 
Kalle Rydbergs rollfigur Jimmie är löst baserad på den typ av "love interest" som Gummo spelade under brödernas vaudeville-år och som Zeppo gestaltade i några av de tidiga filmerna.
Ing-Marie Carlssons rollkaraktär (Patricia Chesterfield) är en klar nick åt Margaret Dumonts olika roller i Marx-filmerna.

## Handling
Det hela utspelar sig på Central Park Theatre i New York år 1935. Mitt under en repetition av en ny musikal dör teaterchefen Hector Chesterfield, och för att musikalen skall kunna ha premiär om en vecka är det ytterst viktigt att man får tag i en ny teaterchef.
Hectors fru, Patricia, ber då sin gamle bekante, den oehört konstige och korkade äventyraren Kapten Spoling, att ta över teatern. Efter mycket om och men går han med på det. Då dyker den store maffiabossen Don Calzone upp och säger sig ha ägaderätt till teatern. Hector satsade nämligen teatern i ett parti poker, och förlorade. Don Calzone tänker dessutom riva den gamla teatern och bygga en boxnings arena. 
Nu måste de två kandidaterna, tillsammans med sina advokater och de andra, hitta Hectors teatamente för att se vem han ville se som sin efterträdare. Mitt under allt detta utspelar sig kärlekshistorier, tokigheter och missförstånd, allt medan teaterns existens är i fara.

## Medverkande
- Eva Rydberg- Charlie (Harpo)
- Ola Forssmed- Kapten Spoling (Groucho)
- Kim Sulocki- Ravelli (Chico)
- Ing-Marie Carlsson- Patricia Chesterfield
- Johannes Brost-Don Calzone
- Birgitta Rydberg- Molly
- Mia Poppe- Connie
- Kalle Rydberg- Jimmie
- Åsa Birath-Mrs Maggie Ritter
- Christer Söderlund-Rufus Stilton

## Utmärkelser och nomineringar

### Guldmasken
Vunna
- Bästa regi – Adde Malmberg
- Bästa manliga huvudroll, musikal/revy – Ola Forssmed
- Bästa kvinnliga biroll – Birgitta Johansson
- Bästa kostym – Marianne Lunderquist

Nomineringar
- Bästa föreställning
- Bästa kvinnliga huvudroll, musikal/revy – Eva Rydberg
- Bästa manliga huvudroll, musikal/revy – Kim Sulocki
- Bästa koreografi – Rennie Mirro